# Franz Eder (Verbandsfunktionär)
Franz Eder (* 25. Juli 1920 in Aschau bei St. Stefan im Rosental; † 24. März 1999 in Graz) war von 1987 bis 1993 Präsident des Österreichischen Kameradschaftsbundes und von 1951 bis 1988 Bürgermeister von Sankt Stefan im Rosental.

## Leben und Tätigkeiten
Franz Eder wurde am 25. Juli 1920 als Sohn des Maurermeisters Johann Eder (* 8. Dezember 1862) und dessen 30 Jahre jüngeren Ehefrau Aloisia (geborene Grosz; * 19. Juni 1893) in Aschau bei St. Stefan im Rosental geboren und am 26. Juli 1920 auf den Namen Franz getauft. Am 8. Juni 1930 erhielt er in Graz-Mariahilf seine Konfirmation.
Franz Eder nahm als Soldat der 5. Gebirgs-Division von 1940 bis 1945 am Zweiten Weltkrieg teil. Am 13. Jänner 1948 heiratete er in St. Stefan im Rosental kirchlich und standesamtlich eine Maria Absenger. Er begründete ein Bauunternehmen, welches 1985 etwa 450 Mitarbeiter zählte.
Eder war Mitglied der ÖVP. Von 1951 bis 1988 war er Bürgermeister seiner Heimatgemeinde Sankt Stefan im Rosental.
Von 1965 bis 1999 war er Präsident des steirischen Landesverbandes des Kameradschaftsbundes; sein Nachfolger wurde Peter Rieser. Von 1987 bis 1993 Präsident des Österreichischen Kameradschaftsbundes, der zu dieser Zeit über 270.000 Mitglieder zählte.

## Auszeichnungen
Für seine Verdienste wurde er mit dem Großen Goldenen Ehrenzeichen des Landes Steiermark und dem Titel Kommerzialrat ausgezeichnet.